# هنریک ادویان
هنریک آنتونی اِدویان (ارمنی: Հենրիկ Անտոնի Էդոյան؛ زادهٔ ۳۱ اوت ۱۹۴۰) شاعر، مترجم، استاد دانشگاه و آکادمیسین اهل ارمنستان است.

## زندگی‌نامه
هنریک ادویان در ایروان در جمهوری شوروی سوسیالیستی ارمنستان به دنیا آمد. وی والدینی به نام‌های آنتون و آتلاس یدویانس به دنیا آمد.. آنتون اصالتاً از اهالی ارزروم در امپراتوری عثمانی رود بود و پس از اینکه نخستین همر و فرزندانش را در نسل‌کشی ارمنی‌ها به ارمنستان شرقی نقل مکان کرده بود. در سال ۱۹۶۲ پس از بازگشت از خدمت در ارتش شوروی، هنریک برای تحصیل در رشته لغت‌شناسی در دانشگاه دولتی ایروان ثبت نام نمود. دیرتر وی برای تحصیلات تکمیلی در انستیتو ادبیات ماکسیم گورکی به مسکو نقل مکان نمود. وی در سال ۱۹۷۴ مدرک پی‌اچ‌دی خویش را با پایان‌نامه تحت عنوان «Literary Criticism and Aestheticism in Armenia of the Beginning of 20th Century» کسب نمود. در سال ۱۹۹۰ مدرک دکتری علوم به خاطر اثر خویش تحت عنوان «The Poetics of Yeghishe Charents» به وی اعطا گردید.
آثار وی وی به زبان مختلفی همچون فرانسوی، انگلیسی، روسی، ایتالیایی، آلمانی، اسلواک، و مقدونی به چاپ رسیده‌است

## جوایز
- مدال طلا اتحادیه نویسندگان ارمنستان (۲۰۰۲)
- جایزه دولتی جمهوری ارمنستان در رشته ادبیات (۲۰۰۶)
- عنوان افتخاری پیشه‌ور فرهنگ
- جایزه رئیس‌جمهور ارمنستان (جایزه پوغوسیان) (۲۰۱۳)